# Chráněná krajinná oblast Strážovské vrchy
Chráněná krajinná oblast Strážovské vrchy je chráněná krajinná oblast na středním Slovensku. Váže se na dva geografické celky: Strážovské vrchy a Súľovské vrchy. Zasahuje do okresů Bytča, Ilava, Považská Bystrica, Prievidza, Púchov a Žilina. Chráněná krajinná oblast byla založena v roce 1989, její rozloha je 309,79 km² a částečně se překrývá se stejnojmennou ptačí oblastí.

## Geologie
Mají tu zastoupení některé subtatranské příkrovy (manínský, krížňanský, chočský), proto na tomto území vystupují hlavně vápence a dolomity. Běžnými horninami v Súľovských skalách jsou bazální slepence.

## Rostlinstvo
Mezi zdejší rozšířená lesní společenstva patří bučiny, ve vyšších oblastech jedlovo-buková společenstva s vyšším zastoupením jehličnanů.

## Maloplošná zvláště chráněná území
V chráněné krajinné oblasti se nachází následující maloplošná zvláště chráněná území:
Národní přírodní rezervace
- Manínská tiesňava
- Podskalský Roháč
- Strážov
- Súľovské skály
- Vápeč

Přírodní rezervace
- Kostolecká tiesňava

Přírodní památky
- Babirátka
- Bosmany
- Humno
- Malá temná jaskyňa
- Mojtínska jaskyňa
- Partizánska jaskyňa
- Prečínska skalka
- Súľovský hrádok
- Šarkania diera
- Zliechovský močiar

Chráněné areály
- Svarkovica

Kromě toho Správa CHKO Strážovské vrchy pečuje o přírodní rezervaci Klapy.